# 香港2013年度授勳及嘉獎名單
香港2013年授勳名單，2013年7月1日於憲報刊登，共有337人獲頒授勳銜及作出嘉獎，這是香港回歸以來第16份授勳名單。勳銜頒授典禮於10月26日在禮賓府舉行。

## 授勳及嘉獎名單

### 大紫荊勳章
- 陳兆愷法官，大紫荊勳賢
- 梅師賢爵士，大紫荊勳賢（The Honourable Sir Anthony MASON, G.B.M.）
- 釋覺光法師，大紫荊勳賢，GBS
- 譚惠珠女士，大紫荊勳賢，GBS，JP

### 金紫荊星章
- 石禮謙議員，GBS，JP
- 吳仕福先生，GBS，JP
- 李宗德先生，GBS，JP
- 李焯芬教授，GBS，JP
- 周永新教授，GBS，JP
- 楊敏德女士，GBS，JP
- 李祖澤先生，GBS
- 布仁立爵士，GBS（The Honourable Sir Gerard BRENNAN, G.B.S.）
- 陳淑良女士，GBS

### 銀紫荊星章
- 梁美芬議員，SBS，JP[a]
- 貝珊法官，SBS（The Honourable Madam Justice Clare-Marie BEESON, S.B.S.）
- 司徒偉先生，SBS，JP（Mr. Raj Sital MOTWANI, S.B.S., J.P.）
- 馬利德先生，SBS，JP
- 陳香屏先生，SBS，JP
- 蘇西智先生，SBS，MH
- 石丹理教授，SBS，JP
- 李樹榮博士，SBS，JP
- 狄志遠博士，SBS，JP
- 邱浩波先生，SBS，MH，JP
- 陳鎮仁先生，SBS，JP
- 黃松泉先生，SBS，JP
- 王惠貞女士，SBS，JP
- 朱鑫源先生，SBS，JP
- 何沛謙先生，SBS，JP
- 梁焯輝先生，SBS，JP
- 麥海雄醫生，SBS，JP
- 黃遠輝先生，SBS，JP
- 鄧甘滿先生，SBS，PDSM
- 湯偉奇博士，SBS，MH
- 黃金寶先生，SBS，MH
- 鍾景輝博士，SBS
- 劉允怡教授，SBS

### 紀律部隊及廉政公署卓越獎章
香港警察卓越獎章
- 范錫明先生，PDSM

香港消防事務卓越獎章
- 吳建志先生，FSDSM
- 岑永昌先生，FSDSM
- 劉敏明先生，FSDSM

香港入境事務卓越獎章
- 陳孟麟先生，IDSM

政府飛行服務隊卓越獎章
- 李常福先生，GDSM

香港廉政公署卓越獎章
- 莫華海先生，IDS

### 銅紫荊星章
- 王國興議員，BBS，MH
- 吳宏斌博士，BBS，MH
- 陳寧寧女士，BBS，JP
- 郭振華先生，BBS，MH，JP
- 黃金池先生，BBS，MH，JP
- 葉振南先生，BBS，MH，JP
- 劉文文女士，BBS，MH，JP
- 蕭楚基先生，BBS，MH，JP
- 朱燦培先生，BBS，JP
- 李彭廣博士，BBS，JP
- 陳恩強教授，BBS，JP
- 陳潤祥先生，BBS，JP
- 彭玉榮先生，BBS，JP
- 曾錦林先生，BBS，JP
- 黃天祥工程師，BBS，JP
- 葉詠詩女士，BBS，JP
- 劉鳴煒先生，BBS，JP
- 蔡素玉女士，BBS，JP
- 蕭澤宇先生，BBS，JP
- 周潔冰博士，BBS，MH
- 邱帶娣女士，BBS，MH
- 凌文海先生，BBS，MH
- 翁志明先生，BBS，MH
- 陳國添先生，BBS，MH
- 馬慶豐先生，BBS，MH
- 蔣德祥先生，BBS，MH
- 蘇樺偉先生，BBS，MH
- 林銘森先生，BBS
- 畢馬勤先生，BBS（Mr. Malcolm Bruce BEGBIE, B.B.S. ）
- 孔美琪博士，BBS
- 王伯遙先生，BBS
- 伍國基工程師，BBS
- 吳維新先生，BBS
- 李家驊教授，BBS
- 李榮華先生，BBS
- 汪珮明女士，BBS
- 唐文先生，BBS
- 夏勇權先生，BBS
- 張永銳先生，BBS
- 張英才女士，BBS
- 張細恩先生，BBS
- 曹承顯先生，BBS
- 梁寶珠女士，BBS
- 莊成鑫先生，BBS
- 陳文綺慧女士，BBS
- 陳正豪教授，BBS
- 陳餘生先生，BBS
- 馮玉娟女士，BBS
- 馮婉眉女士，BBS
- 鄒自平先生，BBS
- 廖榕就博士，BBS
- 劉大貝博士，BBS
- 劉嘉時女士，BBS
- 潘佩璆醫生，BBS
- 鄭明明女士，BBS
- 謝湧海先生，BBS

### 紀律部隊及廉政公署榮譽獎章
香港警察榮譽獎章
- 朱世亮先生，PMSM
- 江偉智先生，PMSM（Mr. Peter David CORNTHWAITE, P.M.S.M.）
- 吳興才先生，PMSM
- 李永光先生，PMSM
- 胡志偉先生，PMSM
- 徐志有先生，PMSM
- 袁漢榮先生，PMSM
- 梁君華先生，PMSM
- 梁淑芬女士，PMSM
- 梁景恆先生，PMSM
- 梁顯韶先生，PMSM
- 陳仲雨先生，PMSM
- 陳志文先生，PMSM
- 陳悅強先生，PMSM
- 溫耀驥先生，PMSM
- 劉栢育先生，PMSM
- 劉陸生先生，PMSM
- 劉景光先生，PMSM
- 劉達強先生，PMSM
- 盧任惠珍女士，PMSM
- 譚勇文先生，PMSM

香港消防事務榮譽獎章
- 劉惠恩先生，MBS，FSMSM
- 伍耀華先生，FSMSM
- 梁志佳先生，FSMSM
- 陳炳榮先生，FSMSM
- 彭啟超先生，FSMSM
- 黃輝南先生，FSMSM
- 盧漢添先生，FSMSM

香港入境事務榮譽獎章
- 張淑媛女士，IMSM
- 劉邦先生，IMSM
- 黎志雄先生，IMSM
- 黎郭秀嫺女士，IMSM

香港海關榮譽獎章
- 徐樂怡女士，CMSM
- 張景輝先生，CMSM
- 張潤平先生，CMSM
- 陳永建先生，CMSM

香港懲教事務榮譽獎章
- 陳希鼎先生，CSMSM
- 馮桂玉女士，CSMSM
- 趙志強先生，CSMSM
- 劉振雄先生，CSMSM
- 蕭健霖先生，CSMSM

政府飛行服務隊榮譽獎章
- 劉楚釗醫生，GMSM，MH

香港廉政公署榮譽獎章
- 張桂英女士，IMS
- 黃顯明先生，IMS
- 葉廣福先生，IMS

### 榮譽勳章
- 黃達東先生，MH
- 何漢文先生，MH
- 麥富寧先生，MH
- 黃澤標先生，MH
- 蘇愛群女士，MH
- 伍婉婷女士，MH
- 林翠蓮女士，MH
- 郭強先生，MH
- 陳偉明先生，MH
- 陳崇業先生，MH
- 彭振聲工程師，MH
- 楊子熙先生，MH
- 鄧廣成先生，MH
- 王林小玲女士，MH
- 袁貴才先生，MH
- 梁兆棠先生，MH
- 郭志雄先生，MH
- 鄭承隆先生，MH
- 譚瑞初先生，MH
- 譚寶華先生，MH
- 關錦輝先生，MH
- 王春輝先生，MH
- 王耀祥先生，MH
- 江炎輝醫生，MH
- 吳換炎先生，MH
- 李國謙先生，MH
- 李景熹先生，MH
- 周聯僑先生，MH
- 林平春先生，MH
- 林守清女士，MH
- 林雪英女士，MH
- 林資健先生，MH
- 林碧珠女士，MH
- 俞煥彬女士，MH
- 韋力生先生，MH（Mr. Robert L. WILSON, M.H.）
- 奚炳松先生，MH
- 張少強先生，MH
- 張偉犖教授，MH
- 梁兆昌先生，MH
- 梁昌明先生，MH
- 梁彩霞女士，MH
- 莊明蓮博士，MH
- 陳山河先生，MH
- 陳幼南博士，MH
- 陳鈞潤教授，MH
- 陳聖光先生，MH
- 陳慶輝先生，MH
- 陳錦元先生，MH
- 麥查理牧師，MH（The Reverend Charles McKNELLY, M.H.）
- 曾麗芬女士，MH
- 黃子惠教授，MH
- 黃光苗先生，MH
- 黃偉雄先生，MH
- 楊集文先生，MH
- 鄒燦林先生，MH
- 廖亞全先生，MH
- 趙不求先生，MH
- 趙麗娟女士，MH
- 劉兆銘先生，MH
- 劉興華先生，MH
- 潘德明先生，MH
- 蔡鑑誠先生，MH
- 鄧飛先生，MH
- 鄧燾先生，MH
- 鄭木林先生，MH
- 黎培榮先生，MH
- 黎鳳儀女士，MH
- 黎鏡堯醫生，MH
- 盧德光先生，MH
- 鍾偉平先生，MH
- 韓志勳先生，MH
- 譚德燊先生，MH
- 蘇偉生先生，MH

### 行政長官社區服務獎狀
- 何少平先生
- 何杏梅女士
- 李碧儀女士
- 沈少雄先生
- 林泉先生
- 郭健民先生
- 卜坤乾先生
- 安德尊先生（Mr. Junior ANDERSON）
- 江天一先生
- 何玉芬博士
- 何仲浩先生
- 呂潤棻先生
- 李崇智先生
- 周松東先生
- 周錦輝先生
- 林健雄先生
- 林靄嫻女士
- 袁土星先生
- 袁蘭芳女士
- 張祖耀先生
- 梁啓明先生
- 陳志光先生
- 陳美娟女士
- 陳紹才先生
- 陳義飛先生
- 陳鳳翔博士
- 陳德輝先生
- 麥祖德先生
- 程國豪先生
- 黃少玉女士
- 黃火金女士
- 黃家汶女士
- 楊榮春先生
- 趙長成醫生
- 劉建海先生
- 劉德章先生
- 歐陽家駒先生
- 潘啟祥先生
- 衛向安醫生
- 鄧立光博士
- 鄧藹霖女士
- 鄭素娥女士
- 賴淑芬女士
- 謝克明先生（Mr. Mohamed Syed Abdulhaq Hameed JALAL）
- 鍾維壽醫生
- 簡加言博士
- 關祺先生
- 竇一龍先生
- Mr. Dewan Saiful ALAM
- Mr. Abid Ali BAIG
- Mr. Chura Bahadur THAPA

### 行政長官公共服務獎狀
- 黃耀康機長，MBB
- 婁頴濤機長
- 陳威豪先生
- 王得明先生
- 司徒卓賢先生
- 何偉璇先生
- 余仲至先生
- 吳華森先生
- 李利華先生
- 李卓榮先生
- 李柏康先生
- 李洪光先生
- 李美玲女士
- 李偉謙先生
- 李國昌先生
- 李樂然先生
- 李錦豪先生
- 林艷龍先生
- 邱偉强先生
- 唐華英先生
- 徐偉文先生
- 徐廣康先生
- 袁家偉先生
- 袁健斌先生
- 高穎其先生
- 張柏倫先生
- 張敬倫先生
- 張嘉輝先生
- 梁建基先生
- 梁家永先生
- 梅林生先生
- 許家俊先生
- 郭保康先生
- 陳文輝先生
- 陳庭輝先生
- 陳得寬先生
- 陳紹麟先生
- 陳華洪先生
- 陳榮先生
- 陳鴻立先生
- 麥桂耀先生
- 單振光先生
- 曾向榮先生
- 曾海文先生
- 曾偉傑先生
- 曾健明先生
- 黃子翹先生
- 黃玉寶先生
- 黃嘉榮先生
- 黃樹培先生
- 楊銘康先生
- 楊德强先生
- 溫富強先生
- 葉健榮先生
- 廖吳嘉儀女士
- 廖慧明先生
- 翟榮邦先生
- 趙炳權先生
- 劉志君先生
- 劉顯文先生
- 蔡文雄先生
- 蔡寶康先生
- 鄭國釧先生
- 鄭彭金滋女士
- 鍾仕和先生
- 簡甘婉華女士
- 鄺子強先生
- 羅志豪先生
- 譚淦麟先生